# Tuyau rigide

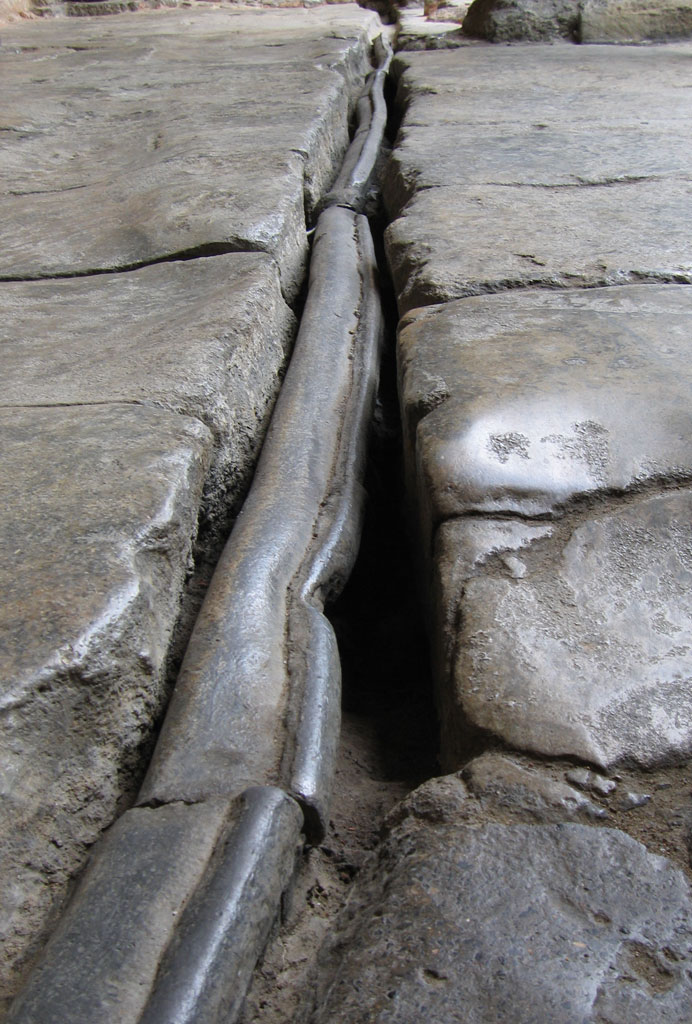
Tube de plomb, utilisé à l’époque romaine à l’intérieur des thermes de Bath - Angleterre

Un tuyau rigide est un conduit cylindrique creux, généralement fabriqué à partir de matériaux solides et non flexibles, utilisé pour transporter des liquides, des gaz ou des matériaux en vrac d'un point à un autre. Contrairement au tuyau souple, les tuyaux rigides maintiennent leur forme et leur position une fois installés, ce qui les rend particulièrement adaptés à de nombreuses applications industrielles, domestiques et de construction.
Ces tuyaux peuvent être fabriqués à partir de divers matériaux, tels que le métal (acier, cuivre, aluminium), le plastique (PVC, PEX, ABS), ou encore la céramique et le béton, chacun offrant des propriétés spécifiques en termes de résistance, de durabilité et de compatibilité avec les substances transportées. Les tuyaux rigides jouent un rôle crucial dans les systèmes de plomberie, les réseaux de distribution d'eau, les installations de chauffage et de climatisation, ainsi que dans de nombreux processus industriels.

## Histoire

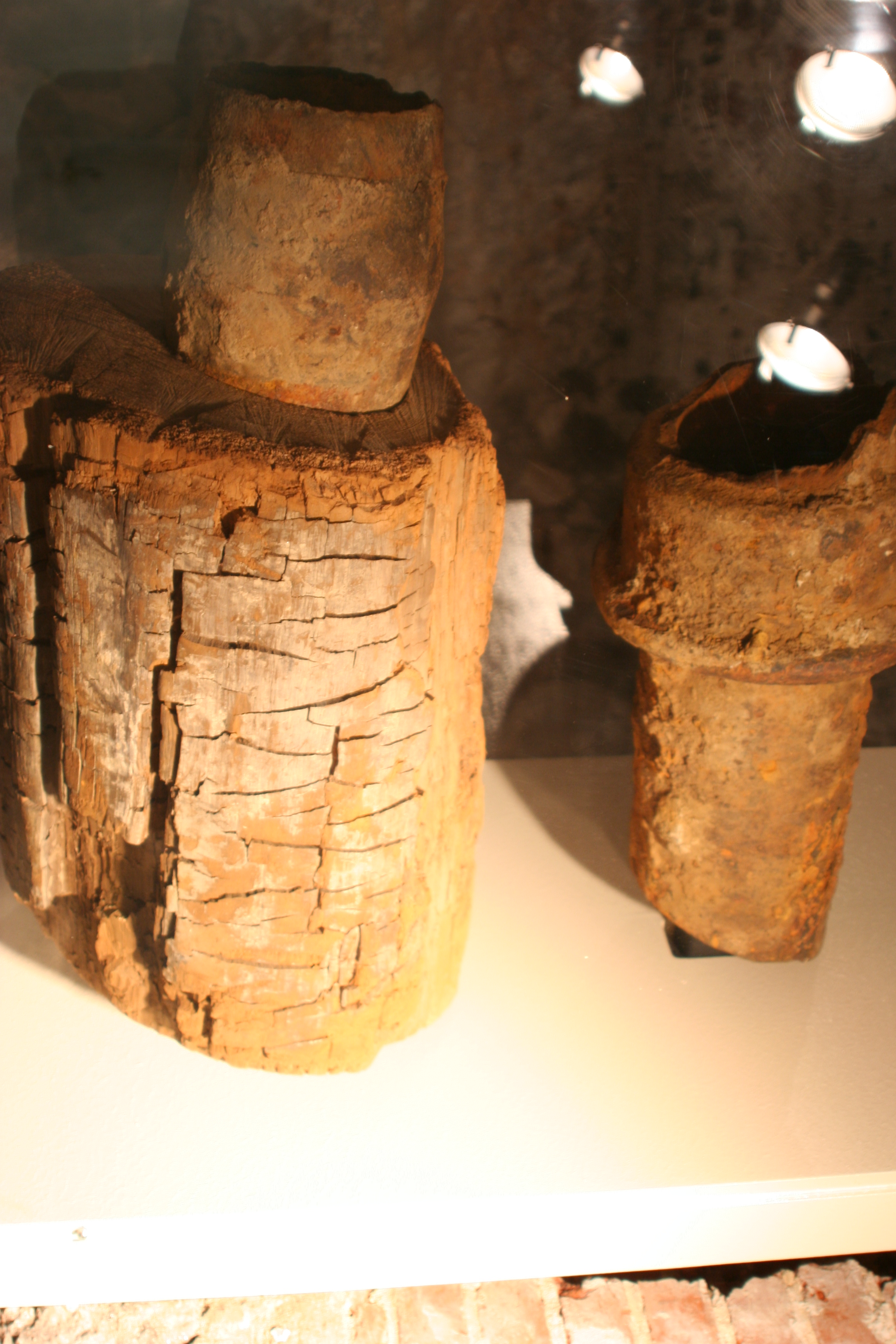
Tube, autrefois, taillé dans du bois pour véhiculer l’eau

Il est difficile de définir exactement l’origine du tube. Il n’est pas exclu qu’à une époque préhistorique on utilisa des troncs d’arbres creux pour véhiculer l’eau. Bien qu’il ne soient pas classés en tant que tube, l’usage a perduré jusqu’en 1788 pour amener la saumure de Salins-les-Bains jusqu’à la Saline royale d'Arc-et-Senans via un saumoduc (double canalisation en sapin de 21 km).
Dans l’Égypte antique on utilise des tubes de cuivre pour transporter l’eau potable. Un exemplaire, retiré du temple du roi Sa-Hu-Re ad Abusir qui remonte à 2750 av. J.-C. environ, est conservé au Musée National de Berlin. Le tube est obtenu en agrafant une fine feuille de cuivre, afin d’obtenir un diamètre de 75 mm.  La tuyauterie (environ 100 m de longueur) est constituée d’une série de ces tubes. 
À l’époque romaine, les tubes de plomb sont couramment utilisés pour apporter l’eau dans les cités et à l’intérieur même des maisons. Les Romains utilisent également des tuyaux en terre cuite emboîtés les uns dans les autres et scellés au mortier pour des conduites d’eau chaude ou de vapeur.

## Usage
L'usage principal est de véhiculer des fluides. Les caractéristiques géométriques du tube le caractérisent comme structure légère à haut moment d'inertie, donc particulièrement adapté aux applications structurales, spécialement aux colonnes soumises au flambage, les colonnes de lumière, les pieds de chaises métalliques, les structures tubulaires des installations, machine, échafaudages, etc.
Il faut distinguer deux applications :
- tubes pour applications hydrauliques ;
- tubes pour applications mécaniques.

## Tubes hydrauliques
Ils se définissent comme des tubes adaptés au transfert de fluides sans dispersion et constituent la grande majorité des tubes fabriqués. Ils sont de section circulaire. Les tubes hydrauliques suivent des standards dimensionnels précis ; la normalisation communément employée est le ANSI B36, qui établit les principes de son emploi universel :
1. Les tubes sont classifiés selon un diamètre nominal qui est, en première approximation, le diamètre interne du tube ;
2. Les diamètres nominaux constituent une série de valeurs non modifiables ;
3. Les tubes ayant un diamètre nominal donné, ont un diamètre extérieur constant, indépendamment de l’épaisseur.

Dans l’emploi anglo-saxon (et en général dans l'industrie du pétrole) les diamètres nominaux (abrégés avec le sigle NB, c'est-à-dire Nominal Bore, perçage nominal) sont exprimés en pouce, alors que dans l'emploi européen ils sont exprimés en millimètres et désignés par le sigle DN, c'est-à-dire Diamètre Nominal. Les valeurs de diamètre extérieur sont égales, et il y a correspondance (hérité de la norme ANSI B36.10)

## Classification pour matériel

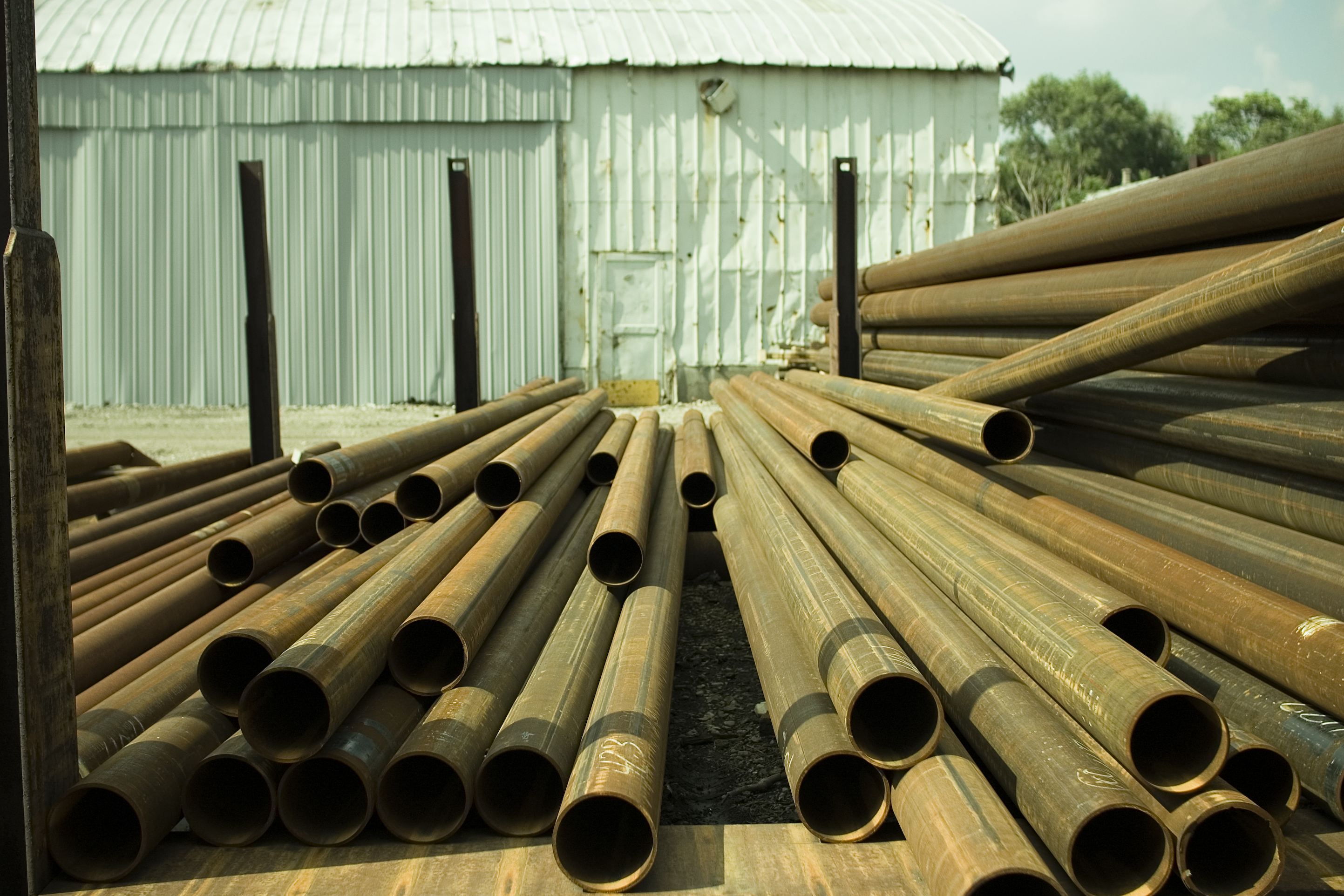
Tubes métalliques

Les tubes sont des profilés de forme cylindrique qui peuvent suivre différentes dimensions et présenter des caractéristiques différentes selon les fonctions qu'ils sont appelés à remplir. Le choix du tube dans une tuyauterie tient compte de :
- la matière qui le constitue ;
- de son élaboration.

Une fois ces deux paramètres sélectionnés, le choix du tube est déterminé par le diamètre (selon le fluide transporté) et l’épaisseur (en fonction de la pression hydraulique).

## Tube en tôle
Ces tuyaux, constitué d’une tôle de faible épaisseur roulée et assemblée par rivetage ou agrafage. Ils sont utilisés pour le transport des gaz à très faible pression, les conduits de fumée, de ventilation et aération.

## Tubes en métaux ferreux
Il existe divers modèles de tubes en acier qui peuvent être distingués selon le fluide à transporter, la température du fluide, la pression et les caractéristiques de l'utilisation du tube.

### Tubes gaz
Ce sont des tubes en acier non allié (Fe 330) facilement usinables. Ils peuvent être à extrémité lisse ou filetée, avec un filetage conique ou cylindrique. Les dimensions du tube vont du DN 10 au 150 et la pression jusqu'à PN 25. 
Ils sont le plus souvent liés à d’autres organes directement par soudure ou par brides soudées ou vissées avec joint d’étanchéité.

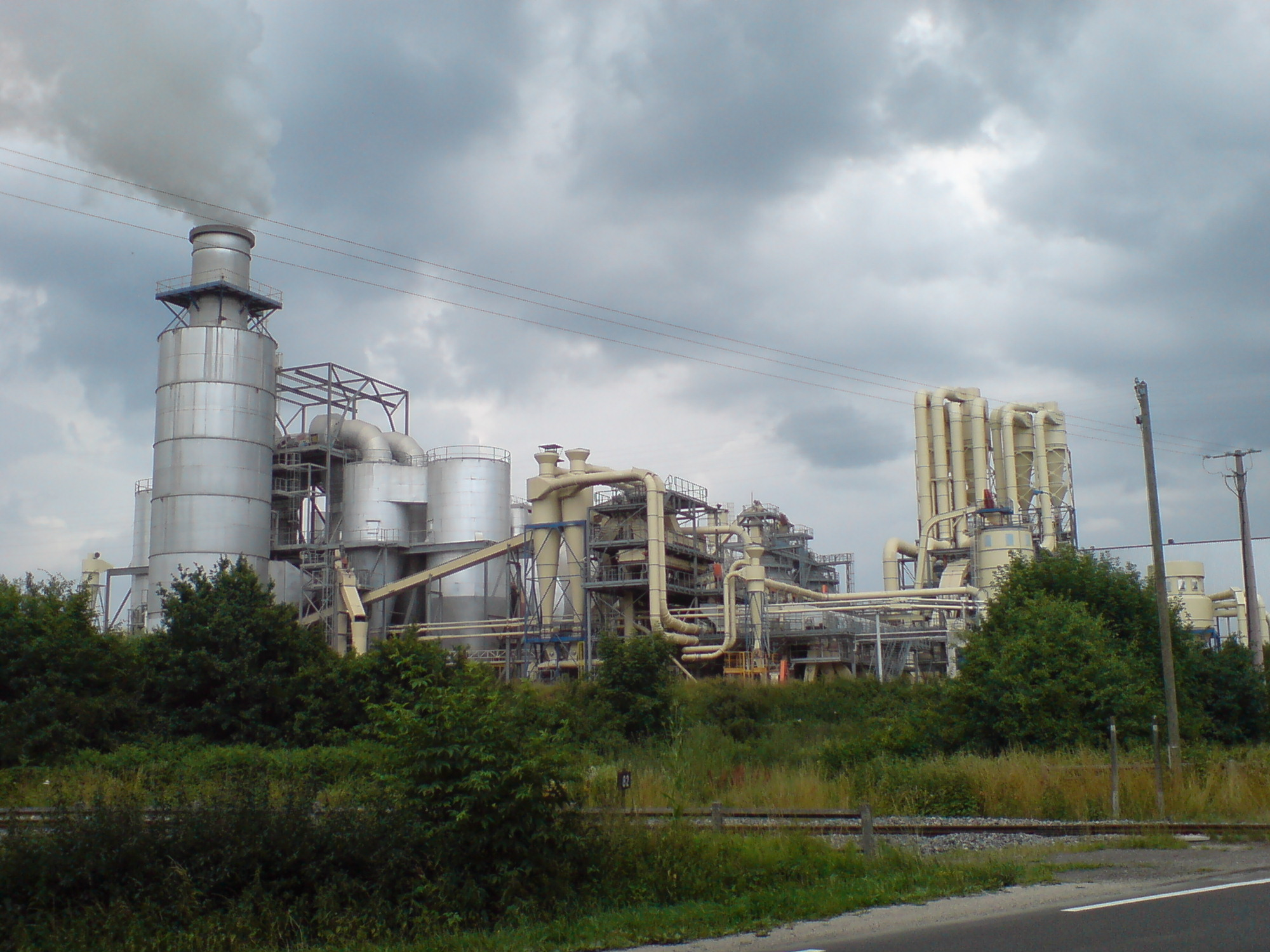
Les tuyaux en métal sont beaucoup utilisés dans certaines usines (ici à Lure).

Les DN (Diamètres Nominaux) sont différents des diamètres extérieurs (DE), réels des tuyaux. Il y a différentes épaisseurs « T » pour un même DN. Le DN correspond dans les normes ASME (américaines) à NPS (Nominal Pipe Size) exprimé en pouces. Les différentes épaisseurs sont données par la norme européenne EN 10220 (en voici un extrait où les épaisseurs faibles n'ont pas été reprises et où les DN supérieurs à 150 ne sont pas repris non plus).
| DN  | NPS pouce | DE mm | T mm                                         |
| --- | --------- | ----- | -------------------------------------------- |
| 15  | ½         | 21,3  | 1,8 ; 2 ; 2,3 ; 2,6 ; 2,9 ; 3,2...           |
| 20  | ¾         | 26,9  | 1,8 ; 2 ; 2,3 ; 2,6 ; 2,9 ; 3,2...           |
| 25  | 1         | 33,7  | 1,8 ; 2 ; 2,3 ; 2,6 ; 2,9 ; 3,2...           |
| 32  | 1 ¼       | 42,4  | 1,8 ; 2 ; 2,3 ; 2,6 ; 2,9 ; 3,2...           |
| 40  | 1 ½       | 48,3  | 2,3 ; 2,6 ; 2,9 ; 3,2...                     |
| 50  | 2         | 60,3  | 2,6 ; 2,9 ; 3,2 ; 3,6 ; 4...                 |
| 65  | 2 ½       | 76,1  | 2,6 ; 2,9 ; 3,2 ; 3,6 ; 4...                 |
| 80  | 3         | 88,9  | 2,6 ; 2,9 ; 3,2 ; 3,6 ; 4...                 |
| 100 | 4         | 114,3 | 2,6 ; 2,9 ; 3,2 ; 3,6 ; 4...                 |
| 125 | 5         | 139,7 | 2,6 ; 2,9 ; 3,2 ; 3,6 ; 4...                 |
| 150 | 6         | 168,3 | 2,6 ; 2,9 ; 3,2 ; 3,6 ; 4 ; 4,5 ; 5 ; 5,4... |
| ... |           |       |                                              |

### Tubes galvanisés
Les tubes galvanisés sont obtenus notamment par immersion dans un bain de zinc en fusion. Le traitement de surface au zinc est destiné à éviter l'oxydation de l'acier du tube susceptible d'entraîner une pollution du fluide transporté. Très employés dans le bâtiment pour les conduites d’eau, ils sont facilement raccordés à d’autres éléments de l’installation par une liaison filetée ou soudée par brasage. 

### Tubes pour applications mécaniques
Sont des tubes en acier non allié de qualités en général utilisées dans les échangeurs de chaleur ou dans les fours.

### Tubes pour conduites spéciales
Entrent dans cette catégorie, les tubes en acier au carbone qui sont employés pour le transport d'eau, de produits pétroliers, ou de gaz naturel.

### Tubes en aciers spéciaux
Ce sont des tubes en acier allié inoxydable adaptés pour travailler en conditions critiques et donc avec des fluides qui présentent une grande agressivité chimique, surtout à température élevée.

## Tubes en métaux non ferreux

### Tubes en cuivre
Ce sont des tubes faits spécialement en cuivre pour avoir des caractéristiques élevées de conductibilité thermique et électrique. Ils sont de dimensions moyennes-petites et pour leurs caractéristiques, sont d’un emploi fréquent dans les installations thermo-sanitaires, dans le chauffage et dans le transport de gaz ou de combustibles. Dans le commerce, on trouve ces tubes sous diverses formes :
- barre en cuivre écroui droite (longueur de 3  à   6 m) ;
- en couronne de cuivre recuit ;
- en couronne de cuivre recuit revêtu d’une gaine plastique.

### Tubes en laiton
Du même gabarit que les tubes en cuivre, les tubes en laiton sont nettement moins employés car ils se travaillent plus difficilement. Leur principale utilisation concerne les faisceaux tubulaires pour les échangeurs de chaleur (condenseur ou réchauffeur). Ils sont également utilisés pour certaines installations sanitaires (siphon et évacuation d’eaux usées).

### Tubes en plomb
Autrefois, les tubes en plomb étaient très largement utilisés dans le bâtiment pour les canalisations d'eaux potable ou usées, ainsi que dans l’industrie chimique pour le transport de produits corrosifs comme l'acide sulfurique H2SO4. Malgré sa ductilité et la grande facilité à le mettre en œuvre, l'usage du plomb pour les canalisations d'eau potable est actuellement proscrit en raison de sa grande toxicité neurologique.

## Tubes en fonte
Les tubes en fonte sont, en général, obtenu par centrifugation ; procédé qui permet d’obtenir des diamètres constants et des épaisseurs régulières, tout en améliorant la texture du métal (facilité d’usinage).

### Fonte ductile
Les tuyaux en fonte grise ou fonte ductile sont d’un emploi courant pour les canalisations souterraines d’eau et de gaz. Ces tuyaux réunissent les qualités de la fonte pour l’inoxydabilité, et celles du fer pour la solidité. Ils offrent une grande sécurité par leur résistance aux coups de bélier et aux chocs extérieurs. Les tuyaux enterrés devront subir un goudronnage à chaud (réalisé dès la fabrication) afin d’améliorer leur résistance à la corrosion.

### Fonte sphéroïdale
Ils présentent une bonne résistance à la corrosion mais ont un poids plus élevé par unité de longueur (à tenir compte lors du choix des supports). Ils peuvent supporter des pressions jusqu'à PN 10 et pour leurs caractéristiques ils sont employés dans le transport d'eau, de produits pétrolifères ou de gaz naturel en particulier dans les conduites enterrées.

## Tubes en béton
Le béton armé, destinés aux conduites d’un diamètre supérieur à 500 mm pour le transport des eaux de ruissellement ou usées. Pour les très gros diamètres et fort débit, on utilise des tubes en béton avec une âme en tôle d'acier épaisse.

## Tubes en matières plastiques

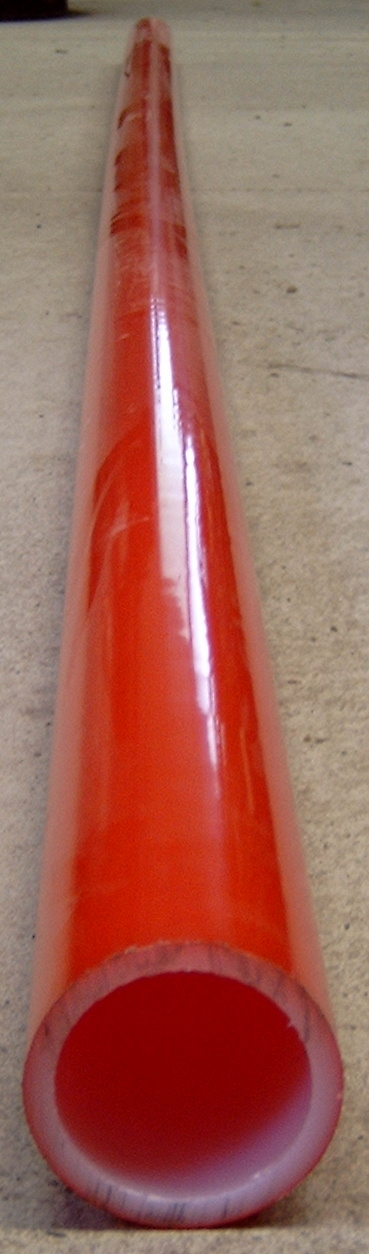
Tube en polyéthylène

Ce sont des tubes qui sont toujours de plus en plus employés grâce aux caractéristiques de légèreté, flexibilités, résistance à la corrosion, propriétés diélectriques. La limite de ces tubes est dans la basse valeur de pression et de température qu’ils peuvent supporter. Les matières les plus utilisées dans la réalisation de ces tubes sont :
- PVC (polychlorure de vinyle) ;
- PE (polyéthylène) ;
- PP (polypropylène).

Les tubes PVC sont très employés dans les installations sanitaires pour l’évacuation des eaux usées ou des eaux de pluie. Le raccordement se fait par emboîtement et collage (colle ou mastic silicone).
Il faut tenir compte que ces tubes subissent un vieillissement s’ils sont exposés à la lumière solaire. Pour leurs propriétés, ils sont employés dans le transport d'eaux potables ou de déchargement, de liquides alimentaires, de produits chimiques.

## Tubes en verres
Les tubes en verre sont utilisés en applications spéciales, par exemple pour les travaux avec des substances fortement acides.

## Classement sur la base du fluide transporté

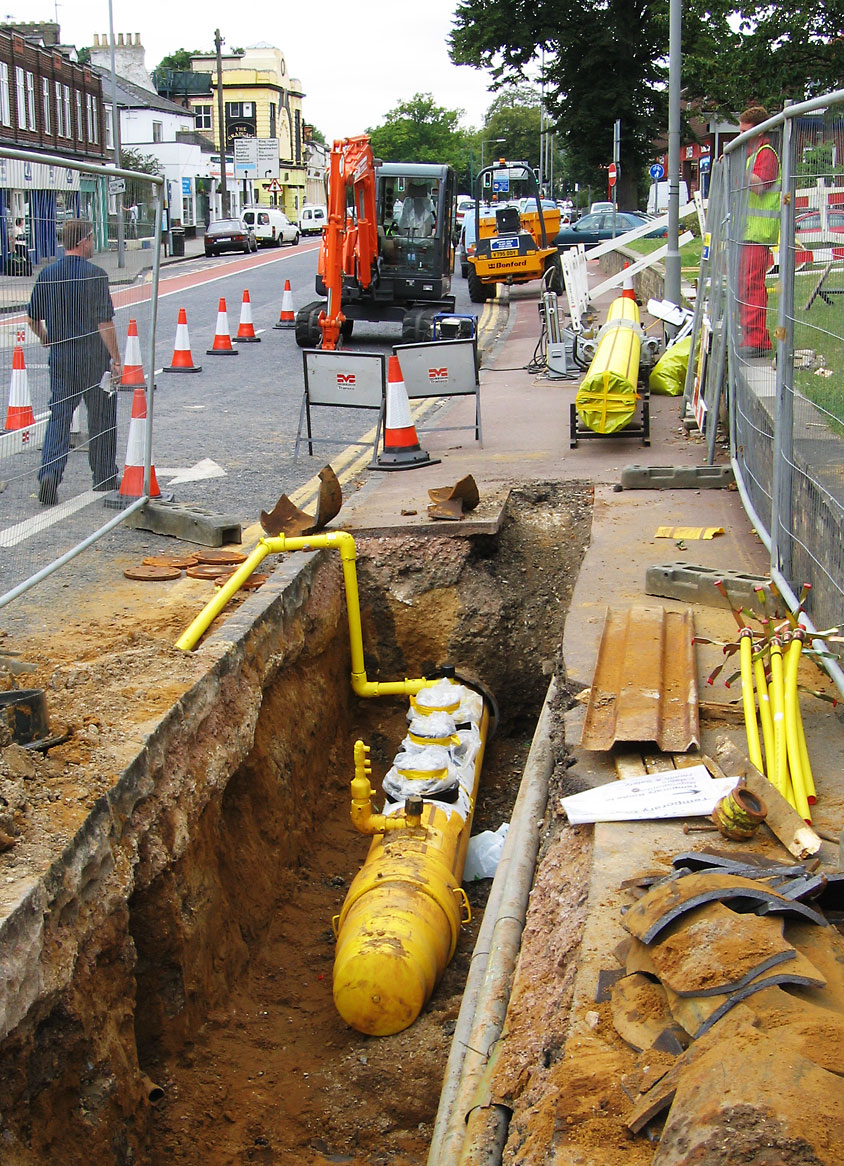
Tube polyéthylène pour la distribution du gaz.

Les tubes peuvent être distingués en fonction du fluide transporté. Dans ce cas, on se réfère, à des couleurs distinctes basées sur les indications de la norme AFNOR NF X 08-100, pour réaliser des marquages peints ou adhésifs.
- Vert-jaune → eau
- Bleu clair → air
- Violet pâle → acide ou alcalin
- Gris clair (alu) → eau surchauffée ou vapeur
- Marron clair → huiles minérales et combustibles liquides
- Jaune orangé moyen → autre gaz
- Noir → autre liquides
- Rouge orangé vif → Fluide d'extinction d'incendie

Les indications codées sont constituées de :
- couleurs de fond indiquant la nature du fluide (ex. : bleu clair pour l'air) ;
- couleur d'identification précisant la nature du fluide (ex. : blanc et noir: air respirable à usage médical) ;
- un marquage indiquant l'état du fluide (ex. : anneau rose moyen pour un gaz liquéfié) ;
- une symbolisation du sens d'écoulement (flèche ou pointe).